# Carabodes spinosus
Carabodes spinosus är en kvalsterart som beskrevs av Storkán 1925. Carabodes spinosus ingår i släktet Carabodes och familjen Carabodidae. Inga underarter finns listade.